# Filip Olsson
Karl Erik Filip Olsson, född den 23 mars 1904 i Falun Dalarna, död den 31 januari 1977 i Ornö i Haninge kommun, var en svensk kompositör, sångtextförfattare, musiker (fiol), författare och tidningsskribent. Han arbetade under många år som klockare och skollärare på Ornö och var känd i skärgården under smeknamnet "Klockaren på Ornö". Han var gift med Aina Olsson och de fick sex barn.
Alf Sjöbergs film Den blomstertid från 1940 handlar om en klockare i skärgården, i filmen kallad Albin Olsson. Filmens utomhusscener spelades in på Ornö. Kopplingen mellan filmens handling och Filip Olssons liv är oklar. Alf Sjöberg hade sommarhus på Ornö. Filip Olsson komponerade åtminstone en sång som användes i en senare Sjöberg-film, "I mitt himmelska hem", i filmen Bara en mor från 1949.
Olsson gav 1953 ut barnboken Per och Kraxan, med teckningar av Harald Gripe, i serien Barnbiblioteket Saga.
Mia Marianne och Per Filip gav 1972 ut en LP med Filip Olssons sånger.
Olsson tilldelades 1971 Haninge kommuns kulturpris. Han uppfann den form av årtull som kallas "Ornö-klykan". Föreningen Skärgårdsbröderna delar årligen ut ett stipendium från Filip Olssons minnesfond.